# Lüneburgita
La lüneburgita és un mineral de la classe dels borats. Rep el seu nom de la localitat de Lüneburg, a Alemanya, la seva localitat tipus.

## Característiques
La lüneburgita és un borat de fórmula química Mg₃[B₂(OH)₆](PO₄)₂·6H₂O. Cristal·litza en el sistema triclínic. Es gtroba en masses aixafades i nòduls amb fines estructures fibroses o terrossa. La seva duresa a l'escala de Mohs és 2.
Segons la classificació de Nickel-Strunz, la lüneburgita pertany a «06.AC - Monoborats, B(O,OH)₄, amb i sense anions addicionals; 1(T), 1(T)+OH, etc.» juntament amb els següents minerals: sinhalita, pseudosinhalita, behierita, schiavinatoïta, frolovita, hexahidroborita, henmilita, bandylita, teepleïta, moydita-(Y), carboborita, sulfoborita, seamanita i cahnita.

## Formació i jaciments
Es troba en argiles amb minerals evaporítics com l'halita, la silvita o la polihalita entre d'altres, i també s'ha trobat en dipòsits de guano. Va ser descoberta l'any 1870 a Volgershall, a la localitat de Lüneburg, a la Baixa Saxònia alemanya.